# NGC 1356
NGC 1356 este o interacțiune de galaxii situată în constelația Orologiul. A fost descoperită în 23 decembrie 1837 de către John Herschel.